# Philip Kotler
Philip Kotler (Chicago Illinois, 27 de mayo de 1931) es un economista estadounidense especialista en mercadeo considerado el padre del marketing. Titular distinguido, desde 1988, de la cátedra de Marketing Internacional S.C. Johnson & Son en la J.L. Kellogg Graduate School of Management en la Universidad Northwestern, Illinois, seis veces considerada por Business Week la mejor facultad en temas empresariales de los Estados Unidos. Obtuvo su Maestría en la Universidad de Chicago y PhD en el MIT (Instituto Tecnológico de Massachusetts), ambos en Economía. Realizó trabajos posdoctorales en matemáticas en la Universidad de Harvard y en ciencias del comportamiento en la Universidad de Chicago. 
El profesor Kotler ha sido el más distinguido por innumerables premios y galardones en los últimos 40 años, fue elegido Líder en Pensamiento de Marketing por JLPG en 1980 (American Marketing Association) volviendo a ser galardonado en 1978 con el Paul Converse Award y el Distinguished Marketing Educador Award en 1995 de la misma asociación. Doctor honoris causa por las universidades de Estocolmo, Zúrich, Viena, Atenas, DePaul, entre otras. Además, ha presidido la facultad de Marketing del Instituto de Ciencias de la Administración, ha dirigido la Asociación Americana de Marketing y ha sido uno de los administradores del Instituto de Ciencias de Marketing.
Dedicado principalmente a las actividades académicas, también ha trabajado en el ámbito privado. Fundó Kotler Marketing Group (KMG) una consultora que asesora a las compañías en las áreas de estrategia, planeamiento y organización del marketing internacional. Kotler ha viajado por Europa, Asia y América Latina como consultor de varias firmas internacionales. AT&T, IBM, General Electric, Honeywell, Bank of America, Merck, SAS Airlines, Michelin, McDonald's, Motorola, Ford Motor, JP Morgan y Novartis son algunas de las empresas para las que ha trabajado.

### Principales aportaciones al marketing
Es uno de los primeros economistas en señalar la importancia de la disciplina, siendo sus definiciones de marketing o mercadotecnia unas de las más extendidas. Además de dichas definiciones, es el creador de conceptos como: 
- Marketing social: técnicas de marketing que buscan la promoción de causas sociales o ideas dentro de un grupo específico en la sociedad.[2]
- Desmarketing: acciones que deben de tomar las empresas para limitar su propia demanda por motivos socialmente evidentes.[3]
- Turbomarketing: estrategia de aceleración de procesos comerciales gracias a la puesta en marcha de acciones típicas de marketing en un plazo muy corto de tiempo.[2]
- Synchromarketing: actividad de marketing destinada a modificar el patrón de la demanda para que se ajuste más al patrón ideal de la oferta.[4]

## Publicaciones en inglés
- Kotler on Marketing: How to Create, Win and Dominate Markets. Free Press, 1999.
- Marketing Management: An Asian Perspective (con Swee Moon Ang, Siew Meng Leong). Prentice Hall, 1998.
- The Marketing of Nations: A Strategic Approach to Building National Health (con Somkid Jatusripitak, Suvit Maesincee). Free Press, 1997.
- Standing Room Only: Strategies for Marketing the Performing Arts (con Joanne Scheff). Harvard Business School Press, 1997.
- High Visibility: The Making and Marketing of Proffessionals into Celebrities (con Irving Rein y Martin Stoller). Ntc Business Books, 1997.
- Marketing: an Introduction. Prentice Hall, 1996.
- Marketing Management: Analysis, Planning, Implementation and Control. Prentice Hall,1996.
- Marketing for Hospitality and Tourism. Prentice Hall, 1995.
- Strategic Marketing for Nonprofit Organizations (con Alan Andreasen). Free Press, 1995.
- Marketing Places: Attracting Investment, Industry and Tourism to Cities, States and Nations. Free Press, 1993.
- Principles of Marketing. Prentice Hall, 1990 (4ª edición).
- Social Marketing: Strategies for Changing Public Behavior. Free Press, 1989.
- Marketing Management and Strategy: A Reader. Prentice Hall, 1987.

## Publicaciones en español
- Kotler, Philip; Roberto, Eduardo L. (1991). Marketing social : estrategias para cambiar la conducta pública. trad. Ignacio Mª Martínez de Oñate. Madrid: Ediciones Díaz de Santos, S.A. ISBN 978-84-7978-010-4.
- Kotler, Philip; Jatusripitak, Somkid; Suvit, Maesincee (1998). El marketing de las naciones. trad. Juan Carlos Guix Vilaplana. Barcelona: Paidós Ibérica. ISBN 978-84-493-0567-2.
- Kotler, Philip año=1999. El marketing según Kotler : cómo crear, ganar y dominar los mercados. trad. Federico Villegas. Barcelona: Paidós Ibérica. ISBN 978-84-493-2477-2.
- Kotler, Philip; Kotler, Neil (2001). Estrategias y marketing de museos. trad. Jordi Jiménez Payrató. Barcelona: Ariel. ISBN 978-84-344-6627-2.
- Kotler, Philip (2003). Los 80 conceptos esenciales de marketing : de la A a la Z. trad. Dionisio Cámara y Sergio Bilbao. Madrid: Pearson Prentice Hall. ISBN 978-84-205-4011-5.
- Kotler, Philip; Bowen, John; Makens, James (2003). Marketing para turismo. trad. Cristina Belló, Elena Blázquez y Raquel Nieto. Madrid: Pearson Prentice Hall. ISBN 978-84-205-3895-2.
- Kotler, Philip; Bloom, Paul; Hayes, Thomas (2004). El marketing de servicios profesionales. trad. Federico Villegas. Barcelona: Paidós Ibérica. ISBN 978-84-493-1524-4.
- Kotler, Philip; Trías de Bes, Fernando (2004). Marketing lateral. trad. Eva de Paz Urueña. Madrid: Prentice Hall. ISBN 978-84-205-4280-5.[5]
- Kotler, Philip; Scheff, Joanne (2004). Marketing de las artes escénicas. trad. Jordi López Sintas, Cristina Martín Arcos y Librada Mª Piñero García. Madrid: Fundación SGAE. ISBN 978-84-8048-625-5.
- Kotler, Philip (2005). Preguntas más frecuentes sobre marketing. trad. Antonio Núñez Ramos. Barcelona: Ediciones Granica,S.A. ISBN 978-84-757-7728-3.
- Kotler, Philip (2007). Dirección de marketing. Pearson Educación, S.A. ISBN 978-84-8322-777-0.
- Kotler, Philip; Lee, Nancy (2007). Marketing en el sector público : todas las claves para su mejora. trad. Yago Moreno López. Madrid: Pearson Prentice Hall. ISBN 978-84-8322-378-9.
- Kotler, Philip; Gertner, David; Rein, Irving; Haider, Donald (2007). Marketing internacional de lugares y destinos. Estrategias para la atracción de clientes y negocios en Latinoamérica. Prentice Hall. ISBN 9789702608523.[6]
- Kotler, Philip; Caslione, John A. (2009). La ciencia del caos : el management y el marketing en la era de las turbulencias. trad. Juan Salvador Vergés. Barcelona: Gestión 2000. ISBN 978-84-9875-050-8.[7]
- Kotler, Philip (2010). Introducción al marketing. trad. María Teresa Pintado Blanco. Pearson Educación, S.A. ISBN 978-84-8322-676-6.
- Kotler, Philip; Trías de Bes, Fernando (2011). Innovar para ganar : el modelo A-F. Barcelona: Empresa Activa. ISBN 978-84-92452-74-3.
- Kotler, Philip (2012). Los 10 pecados capitales del marketing : signos y soluciones. trad. Ana García Bertrán (2ª edición). Barcelona: Gestión 2000. ISBN 978-84-9875-242-7.[8]
- Kotler, Philip; Hessekiel, David; R. Lee, Nancy (2012). Lo bueno funciona. trad. Ana Lafuente Córdoba. Madrid: LID. ISBN 978-84-8356-729-6.
- Kotler, Philip; Armstrong, Gary (2012). Principios de marketing. trad. Yago Moreno López (12ª edición). Madrid: Pearson Prentice Hall. ISBN 978-84-8322-446-5.
- Kotler, Philip; Kartajaya, Hermawan; Setiawan, Iwan (2013). Marketing 3.0. trad. Ana Lafuente Córdoba y María de Ancos. Madrid: LID. ISBN 978-84-8356-843-9.
- Kotler, Philip; Kartajaya, Hermawan; Setiawan, Iwan (2018). Marketing 4.0. LID. ISBN 9788416894840.[9]
- Kotler, Philip; Kartajaya, Hermawan; Setiawan, Iwan (2021). Marketing 5.0. LID. ISBN 9786078704408.[10]

## Citas
- "Hoy tienes que correr más rápido para no estar en el mismo lugar".
- "Un producto es aquello que se puede ofrecer a un mercado con la finalidad de captar la atención para conseguir que sea adquirido, usado o consumido, siempre intentando satisfacer un deseo o una necesidad".
- "Cree usted que el gran competidor de Kodak es Fuji? No, es Sony porque sus cámaras no utilizarán más películas químicas".
- "La preocupación del ejecutivo debería ser empezar a cambiar antes que la crisis se produzca".
- "Hay que tener proveedores preferidos e incluso transformar en socios a algunos de ellos".
- "La fuerza de ventas es costosa, el desafío es administrar este recurso con excelencia".
- "No fabrique nada que pueda comprar mejor o más barato en otro lado (tercerizar cuando sea necesario)".
- "En un futuro no habrá competencia entre empresas sino entre redes".
- "Las empresas ofrecerán sus productos desde aquellos lugares del mundo en los que se pueda obtener mayor valor, ya sea en función del costo, la calidad o la velocidad".
- "Me maravillan las empresas que han aprendido a hacer de la innovación una rutina porque están permanentemente construyendo el futuro".
- "La mejor publicidad es la que hacen los clientes satisfechos"

- "El cliente es primero, la persuasión es la clave"